# Islote Celedón
Die Islote Celedón ist eine kleine Insel vor der Westküste der Trinity-Halbinsel im Norden des Grahamlands auf der Antarktischen Halbinsel. Sie liegt 100 m nördlich von Bulnes Island sowie 3,2 km nordwestlich des Kap Legoupil.
Teilnehmer der 2. Chilenischen Antarktisexpedition (1947–1948) kartierten und benannten sie. Namensgeber ist der chilenische General Aurelio Celedón Palma, von 1947 bis 1952 Oberbefehlshaber der chilenischen Luftstreitkräfte.